# プラインビル (オレゴン州)
プラインビル（英: Prineville）は、アメリカ合衆国オレゴン州クルック郡の市であり、同郡の郡庁所在地である。市名はこの土地で最初の商人だったバーニー・プラインの名に因む。2010年国勢調査による同市の人口は9,253人である。

## 歴史
プラインビルの設立は、モンロー・ホッジズが同地で初めてとなる地図を作成した1877年のことだった。郵便局が設置されたのは1871年4月13日であり、当初はプラインと呼ばれていたが、1872年12月23日にプラインビルに改称された。市制化は1880年10月23日に、オレゴン州議会の承認をへて施行された。1902年には最初の高等学校が設置された。
長らく中央オレゴンの主要都市だったプラインビルであるが、1911年に鉄道界の重鎮ジェームズ・ジェローム・ヒルとエドワード・ヘンリー・ハリマンがプラインビルを迂回し、ザダルズの南側に鉄道を建設したことにより衰退の一途をたどることになる。当時、鉄道の存在は、都市が発展するかゴーストタウン化するかを左右する重要なものであった。そこで1917年の住民投票では、プラインビルの住民は355対1という圧倒的多数により、プラインビル独自の鉄道を設置することを決め、31 km離れた本線まで鉄道を敷くための資金を集めた。
近隣にあるオチョコ国有林における林業に後押しされながら、プラインビル市営鉄道は数十年間にわたって繁栄した。鉄道業から得た利益は相当のものだったため、市は1964年から1968年にかけて財産税の徴収を中止した。しかし、その後オレゴン州では林業が衰退したため、2002年から2004年にかけて同鉄道は100万米ドルに近い損失を計上した。

## 地理
アメリカ合衆国国勢調査局の発表によれば、市の総面積は17 km2（6.7 mi2）であり、全域が陸地である。
プラインビルの近隣にはクルックト川が流れ、オチョコ・クリークの河口がある。23 km南東にはプラインビル貯水池がある。
中新世から漸新世にかけて、大規模な玄武岩質の流れがこの地域を一掃した。

## 人口動態
2000年の国勢調査では、市の人口は7,356人で、2,817世帯、1,907家族が暮らしていた。人口密度は1,105.9/mi2（427.1/km2）だった。454.3/sq mi（175.5/km²）の平均密度に3,022軒の住宅が建っている。人種構成は、白人91.80%、アジア系0.73%、アフリカン・アメリカン0.01%、先住民1.50%、太平洋諸島系0.01%、その他の人種4.50%、および混血1.44%である。人口の7.42%はヒスパニックまたはラテン系だった。
2,817世帯のうち、35.8%が18歳未満の子供と一緒に生活しており、51.4%は夫婦で生活している。11.7%は未婚の女性または寡婦が世帯主であり、32.3%は結婚していない。27.1%は1人以上の独身の居住者が住んでおり、13.2%は65歳以上で独身である。1世帯の平均人数は2.55人であり、結婚している家庭の場合は、3.09人である。
市内の住民は29.3%が18歳未満の未成年、18歳以上24歳以下が9.6%、25歳以上44歳以下が27.0%、45歳以上64歳以下が18.6%、および65歳以上が15.5%にわたっている。中央値年齢は43歳である。女性100人ごとに対して男性は93.1人である。18歳以上の女性100人ごとに対して男性は88.0人である。
この都市の世帯ごとの平均的な収入は30,435米ドルであり、家族ごとの平均的な収入は36,587米ドルである。男性は31,224米ドルに対して女性は22,852米ドルの平均的な収入がある。この地域の一人当たりの収入 (per capita income) は14,163米ドルである。人口の14.3%および家族の10.0%の収入は貧困線以下である。全人口のうち18歳未満の16.6%および65歳以上の13.1%は貧困線以下の生活を送っている。

## 経済
プラインビルを拠点を置くタイヤストア・チェーンの「レス・シュワブ・タイヤ・センターズ」は、同社が設立した1952年からプラインビル市と密接な関係を続けてきた。2005年の時点で、レス・シュワブ・タイヤ・センターズは、カリフォルニア州、アイダホ州、モンタナ州、ネバダ州、オレゴン州、ユタ州、ワシントン州の7州で390以上の店舗を展開しており、15億米ドルを超える売上を毎年計上している。AP通信によれば、同社は全米第2位の非公開タイヤ小売会社となっている。2006年12月12日、同社は、本社機能を近郊のベンドに移転すると発表した。ベンドには同社の取締役の多くが住んでおり、その中には発表当日にCEOに就任したディック・ボーグマンもいる。2006年、ジャーナリストのマイク・ロゴウェイは次のように記した。

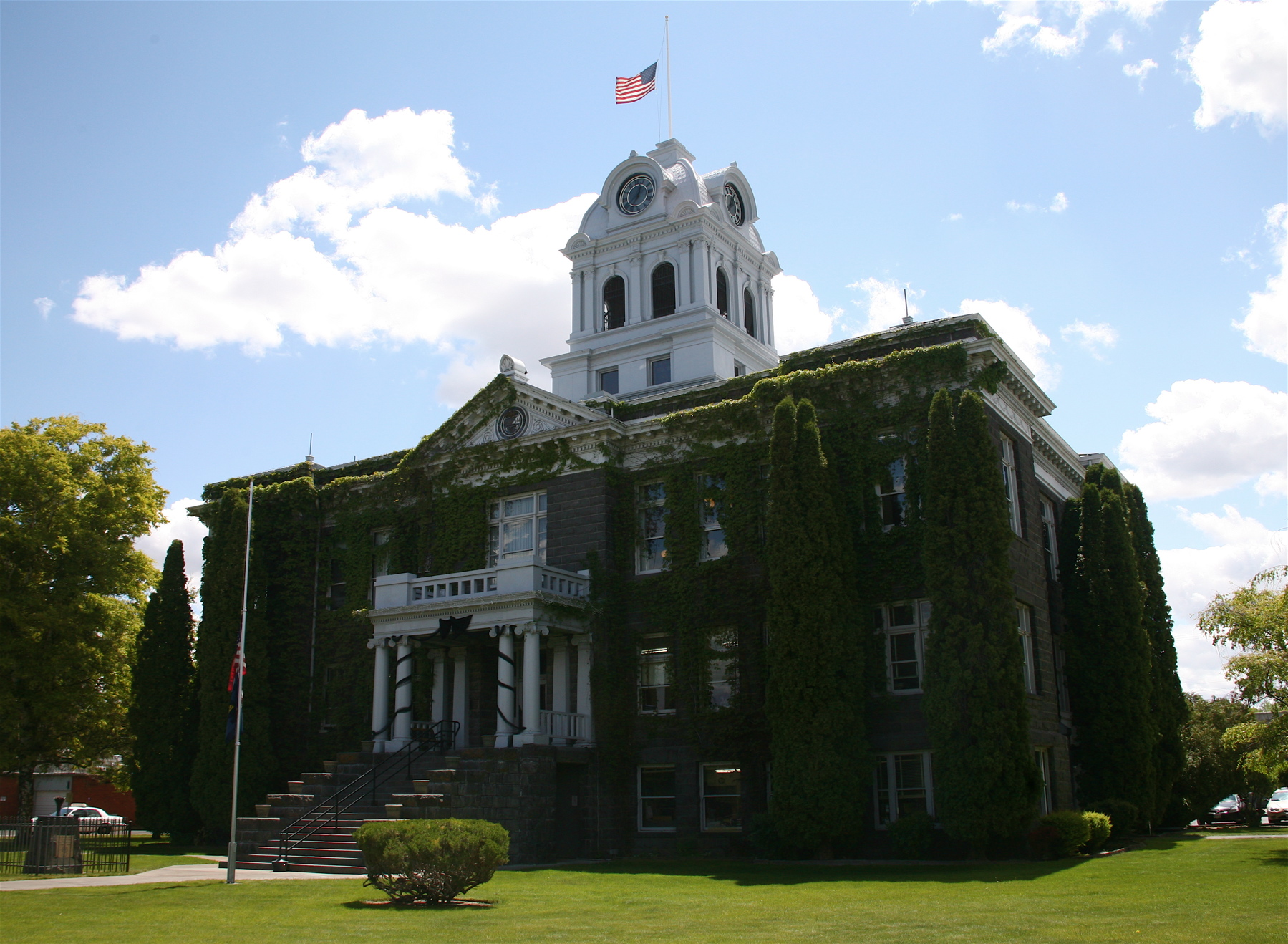
クルック郡庁舎

2010年、プラインビルはフェイスブックの新しいデータセンターの建設予定地に選ばれた。このデータセンターは、契約する電力会社「パシフィコープ」が電力の70％を石炭から発電していることから、グリーンピースを始めとする環境団体から批判の的となった。2012年2月21日、アップルはプラインビルに所有する160エーカーの土地に、「グリーン・データー・センター」をオープンすると発表した 。

## メディア
『プラインビル・テリトリー・マガジン』は、季節限定で発行される雑誌で、この地域の生物や歴史を紹介する。『セントラル・オレゴニアン』は週二回発行されるプラインビルの地域新聞である。

## 交通
- プラインビル空港
- 国道26号線
- オレゴン州道126号線